# Abdij Buxheim
De abdij Buxheim was een kartuizerklooster, dat zelfstandig was binnen het Heilige Roomse Rijk. Zij had geen zetel in de Rijksdag of in de kreits omdat het deel uitmaakte van Voor-Oostenrijk
Te Buxheim bij Memmingen bestond een koorherensticht dat in 1238 voor het eerst vermeld wordt. In 1402 werd er met steun van het bisdom Augsburg een kartuizerklooster gesticht. In 1546 probeerde de beschermheer, de rijksstad Memmingen de Reformatie in te voeren. Daarop verloor de stad dit ambt en kwam dit aan de landvoogdij Zwaben. Hierdoor kon de abdij in 1548 rijksvrij worden. In de praktijk had dit weinig politieke consequenties. In 1719 kocht de abdij het dorp Pleß van de familie Fugger. Fugger behield de hoge rechtsmacht, zodat dit dorp niet verenigd werd met het ministaatje. In 1760 verpandde de landvoogdij Zwaben de hogere rechtsmacht over Buxheim aan de abdij.
Volgens paragraaf 24 van de Reichsdeputationshauptschluss van 25 februari 1803 kwam de abdij Buxheim zonder het dorp Pleß aan de graaf van Ostein als schadeloosstelling voor het verlies van de heerlijkheid Myllendonk. De heerlijkheid Pleß werd toegewezen aan de graaf van Wartenberg om dit te kunnen overdragen aan de graaf van Sickingen in plaats van Ellerstadt, Aspach en Oranienhof.
Artikel 24 van de Rijnbondakte van 12 juli 1806 stelde de heerlijkheid Buxheim onder de soevereiniteit van het koninkrijk Beieren: de mediatisering.